# Becom Electronics

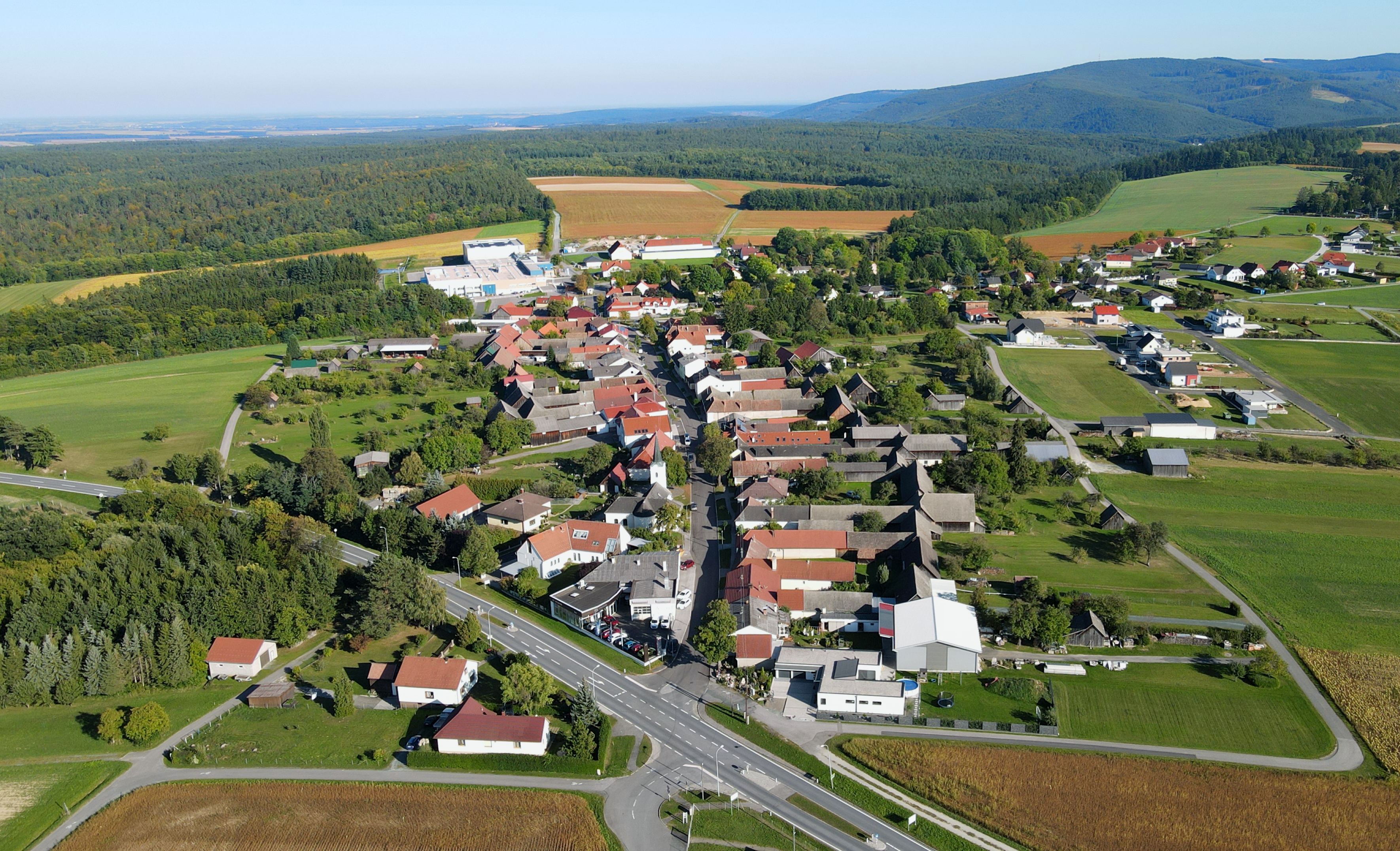
Ortschaft Hochstraß mit BECOM (linkshinten)

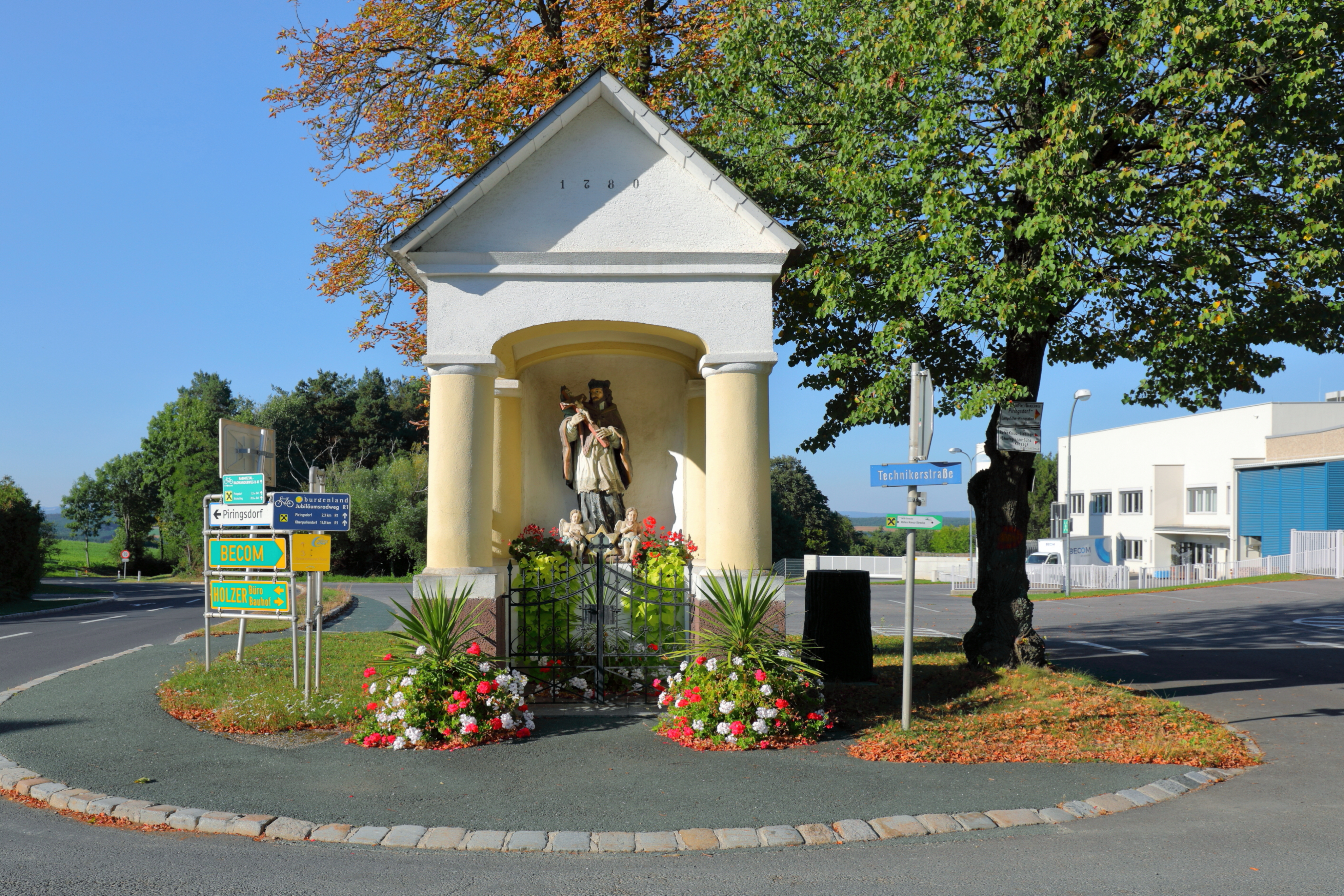
Konzernzentrale BECOM (rechtshinten) hinter Nepomuk-Wegkapelle (Hochstraß)

Die Becom Electronics GmbH (Eigenschreibweise: BECOM) ist ein international tätiger Fertigungsdienstleister für elektronische Komponenten (EMS) aus dem Burgenland in Österreich.

## Geschichte
Becom wurde 1984 in Hochstraß, Lockenhaus gegründet. Es war ursprünglich ein BEWAG-Tochterunternehmen, welches von dieser 2011 verkauft wurde, und ist in den Branchen Automobilindustrie, Industrieelektronik und Medizintechnik tätig. 2016 wurde das Wiener Unternehmen Bluetechnix übernommen, welches sich im Bereich Sensorik-Lösungen spezialisiert hat. Auf dem Dach des Logistikzentrums in Hochstraß wurde eine Photovoltaikanlage installiert um in Zukunft energieautark zu werden. Becom hatte nach einem Umsatzrekord von 106 Mio. € (2018) auf Grund der COVID-19-Pandemie einen Umsatzverlust von fast 25 %. Das Unternehmen ist mit einem Umsatz von 73 Mio. € (2021) und 580 Mitarbeitern einer der burgenländischen Leitbetriebe. Es ist international tätig, mit Standorten in Ungarn, Deutschland, China und den USA.